# Parancistrocerus bacuensis
Parancistrocerus bacuensis är en stekelart som först beskrevs av Henri Saussure 1852.  Parancistrocerus bacuensis ingår i släktet Parancistrocerus och familjen Eumenidae. Inga underarter finns listade i Catalogue of Life.